# Crotonia alluaudi
Crotonia alluaudi är en kvalsterart som först beskrevs av Berlese 1916.  Crotonia alluaudi ingår i släktet Crotonia och familjen Crotoniidae. Inga underarter finns listade i Catalogue of Life.